# Peter Gerfen
Peter Gerfen (* 2. Oktober 1969 in Minden) ist ein Buchautor und ehemaliger Handballspieler.

## Leben
Peter „Gun“ Gerfen, wie er auf Grund seiner Torgefährlichkeit genannt wurde, galt Mitte der 1990er Jahre als schneller und trickreicher Spieler der deutschen Handball-Bundesliga. In der Spielzeit 1993/94 wurde Gerfen mit 224 Toren Torschützenkönig der Handball-Bundesliga. Mit dem VfL Hameln war er auf internationaler Vereinsebene erfolgreich. In der Saison 1995/96 erreichte er mit seiner Mannschaft das Finale im Euro-City-Cup, in dem sie der norwegischen Mannschaft Drammen HK unterlag. 1994 und 1995 wurde Gerfen in die Handballnationalmannschaft berufen, für die er in dieser Zeit drei Länderspiele bestritt.
Im Jahre 2010 machte Gerfen als erster Handballprofi öffentlich, dass er im Alter von 27 Jahren an einem Burnout-Syndrom, Depression und Ängsten erkrankt gewesen war. Seine Karriere als Hochleistungssportler nahm damit ein Ende.
Nach seinem Sportstudium konzipierte Gerfen Präventions- und Rehabilitationskurse für Krankenkassen.
Für ausländische Kinder- und Jugend Handballteams organisierte Gerfen vom Jahre 2005 an Sportcamps in Deutschland. Im Laufe der letzten Jahre erweiterte Gerfen sein Bewegungskonzept für Kinder. Heute finden seine Camps unter dem Namen  „Kindersportcamp“ deutschlandweit mit einem polysportiven Hintergrund statt.
In seinen ersten beiden Buchveröffentlichungen 2019 und 2020 widmet sich Gerfen den Themen Bewegung, Ernährung und Motivation. Basierend auf den Erfahrungen seiner Profisportzeit, seines Studiums und seiner Trainerlaufbahn. Beide Bücher wurden über den Meyer & Meyer Sportbuchverlag veröffentlicht.

## Sportliche Erfolge
- 1989       4. Platz Juniorenweltmeisterschaft 1989 in Spanien
- 1992/93  zwei Teilnahmen an Militär-Weltmeisterschaften 1992 und 1993 in Polen und in Ägypten
- 1992/93  Torschützenkönig 2. Handball-Bundesliga
- 1992/93  Aufstieg in die 1. Handball-Bundesliga mit dem VfL Bad Schwartau
- 1993/94  Torschützenkönig der Handball-Bundesliga 1993/94 (224 Saisontreffer)
- 1994–96  A-Nationalspieler
- 1994       Erweitertes Aufgebot Europameisterschaft 1994 in Portugal
- 1995/96  Vize-Europapokalsieger 1996 VfL Hameln

## Werke
- 2019 Bewegung! Meyer & Meyer Verlag, Aachen 2019, ISBN 3840376424.[4]
- 2020 Kinder in Bewegung. Meyer & Meyer Verlag Aachen, 2020, ISBN 3840376955.[5]